# Thermes de Vals
Les thermes de Vals constituent un complexe hôtelier et thermal situé dans la commune de Vals dans le canton des Grisons en Suisse.

## Histoire
Les bains thermaux construits entre 1993 et 1996 rendirent célèbre leur concepteur, l'architecte suisse Peter Zumthor et restent aujourd'hui l'une des principales réalisations de ce dernier qui fut lauréat du prix Pritzker en 2009,.
La décision de construire un nouvel établissement thermal fut prise par la commune de Vals lorsqu'elle racheta en 1986 le complexe hôtelier de 220 chambres constitué de cinq bâtiments édifiés dans les années 1960 par des investisseurs allemands et qui avait fait faillite après vingt ans d'activités. L'inauguration de l'établissement donna un nouvel essor à l'activité thermaliste dans la région pourtant présente dans cette vallée depuis plus de quarante ans,.
Le bâtiment a fait l'objet d'un documentaire dans la collection Architectures diffusé pour la première fois sur Arte en 2006.

## Description
Les thermes, situés à proximité de l'hôtel, à l'emplacement même où jaillit la source, sont à moitié enfouis dans la terre afin de préserver le paysage. Ils sont constitués d'une quinzaine de blocs au volume simple mais tous différents les uns des autres disposant chacun d'un toit plus large qui dépasse. Ces parallélépipèdes sont construits à l'aide de 60 000 dalles de gneiss, de 1 mètre de long chacune, extraites des carrières environnantes, donnant à l'ensemble l'aspect d'un monolithe poreux.
Le tout est recouvert d'un toit végétal formé de plusieurs dalles de béton et de pierre, supportées par des câbles qui ramènent l’effort au sol. Les interstices entre ces dalles, larges de 8 cm, accueillent des joints en verre qui protègent de toutes infiltrations et permettent à la lumière azimutale d'éclairer l'intérieur du bâtiment. À l'intérieur, cette conception donne au toit une impression de lourdeur et pourtant chaque morceau dont il est constitué, cerné de lignes de lumière, semble le faire flotter dans le vide. L'unique façade, tournée vers la montagne est également percée d’ouvertures (fenêtres, terrasse) mais est dépourvue de porte.
À l'intérieur, l'univers minéral du béton teinté et de la pierre, les effets de clair-obscur maintenu grâce à des parois symétriques coupant l'espace et délimitant zones d'ombre et de lumière, invitent à la stimulation des sens du curiste (olfactifs, tactiles, auditifs, visuels). C'est de cette façon que Peter Zumthor définit la notion de ressourcement, où interviennent les sensations de silence, de mystère et de vide.
On entre dans les thermes par un long corridor noir souterrain qui débouche sur une allée de béton jalonnée de fontaines déversant l'eau à 30 °C telle qu'elle sort de la source. En face de ces fontaines, on accède aux vestiaires par plusieurs ouvertures fermées de rideaux de cuir noir. L'accès aux bains se fait par une large plate-forme surplombant le bassin intérieur principal situé au centre du bâti avec ses parois de 5 mètres de hauteur, dont le toit est percé de seize meurtrières bleues.

## Dans les arts

### Musique
Le clip de la chanson Every Time par la chanteuse américaine Janet Jackson de son album, The Velvet Rope (1997), a été filmé dans les nouveaux thermes de Vals.

### Bande dessinée
Dans la bande dessinée L'Aimant de Lucas Harari (Éd. Sarbacane, 2017, 152 p.), Pierre, jeune étudiant parisien en architecture, entreprend un voyage en Suisse afin de visiter les thermes de Vals. Ce bâtiment le fascine et l’obsède. Cette mystérieuse attraction va se révéler de plus en plus forte à mesure que Pierre se rapproche du bâtiment.

### Films
« Les Thermes de pierre » de Richard Copans et Stan Neumann (serie documentaire architectures sur Arte).